# Schistocerca gregaria
La langosta del desierto (Schistocerca gregaria) es una especie de  ortóptero celífero cuyas plagas han amenazado la producción agrícola de África, Oriente Medio y Asia durante siglos. La calidad de vida de al menos una décima parte de la población mundial está afectada por esta plaga de insectos.
Esta especie es potencialmente la más peligrosa de las plagas causadas por especies del género Schistocerca, debido a su habilidad de enjambrar para volar rápidamente y realizar migraciones a grandes distancias. Tiene de dos a cinco generaciones por año. Las alturas norteñas de Etiopía (Tigray) y de Eritrea hacen más lentos los movimientos de la especie a las áreas de reproducción en la costa del mar Rojo. La plaga potencial se origina en el este de África, pudiéndose prevenir si se actúa antes o durante la eclosión en Eritrea y en Sudán (Jahn 1993). La plaga de 2004 causó significativas pérdidas en los cultivos de cosecha en África Occidental y un impacto negativo en la seguridad alimentaria en la región. Aunque la especie por sí sola no es responsable de las hambrunas, contribuye a ellas de manera importante.

## Ecología
Vive una vida solitaria hasta las lluvias, que causan crecimiento vegetal y permiten a la hembra poner huevos en el suelo arenoso. La nueva vegetación provee alimento a las nuevas puestas eclosionadas y les da protección al ir desarrollándose en adultos alados. 

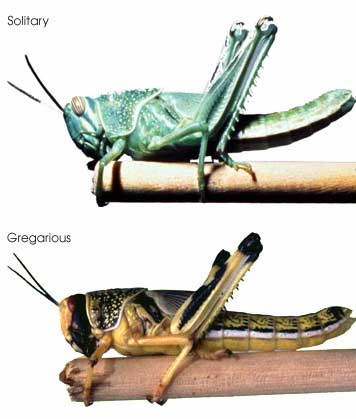
Ninfa solitaria (tope) y gregaria (base).

Cuando la vegetación se distribuye de una manera donde las ninfas, usualmente llamadas saltadoras, se congregan a comer, y ha habido suficiente lluvia para que muchísimos huevos eclosionen, el estrecho contacto físico causa que las patas saltadoras de uno golpean al compañero. Este estímulo desencadena una cascada de metabolitos y cambios de comportamiento que causan que los insectos pasen de ser solitarios a gregarios. Este fenómeno recibe el nombre de polifenismo. Cuando los saltadores se hacen gregarios, cambian del color verde a amarillo y negro, y los adultos de castaños a rojos (inmaduros) o amarillo (maduros). Sus cuerpos se acortan, y les aparece una feromona que causa ser atraídos unos con otros, agrupándolos y generando la subsecuente formación de enjambre. Es interesante, que la feromona ninfal es diferente de la del adulto. Cuando se los expone a la de los adultos, los saltadores se confunden y se desorientan, debido aparentemente a que dejan de «husmearse» entre ellos, aunque los estímulos visuales y táctiles permanecen. Después de pocos días, las bandas de saltadoras se desintegran y los que escaparon de ser depredados pasan a solitarios nuevamente. Es posible que este efecto pueda ayudar a su control en el futuro.

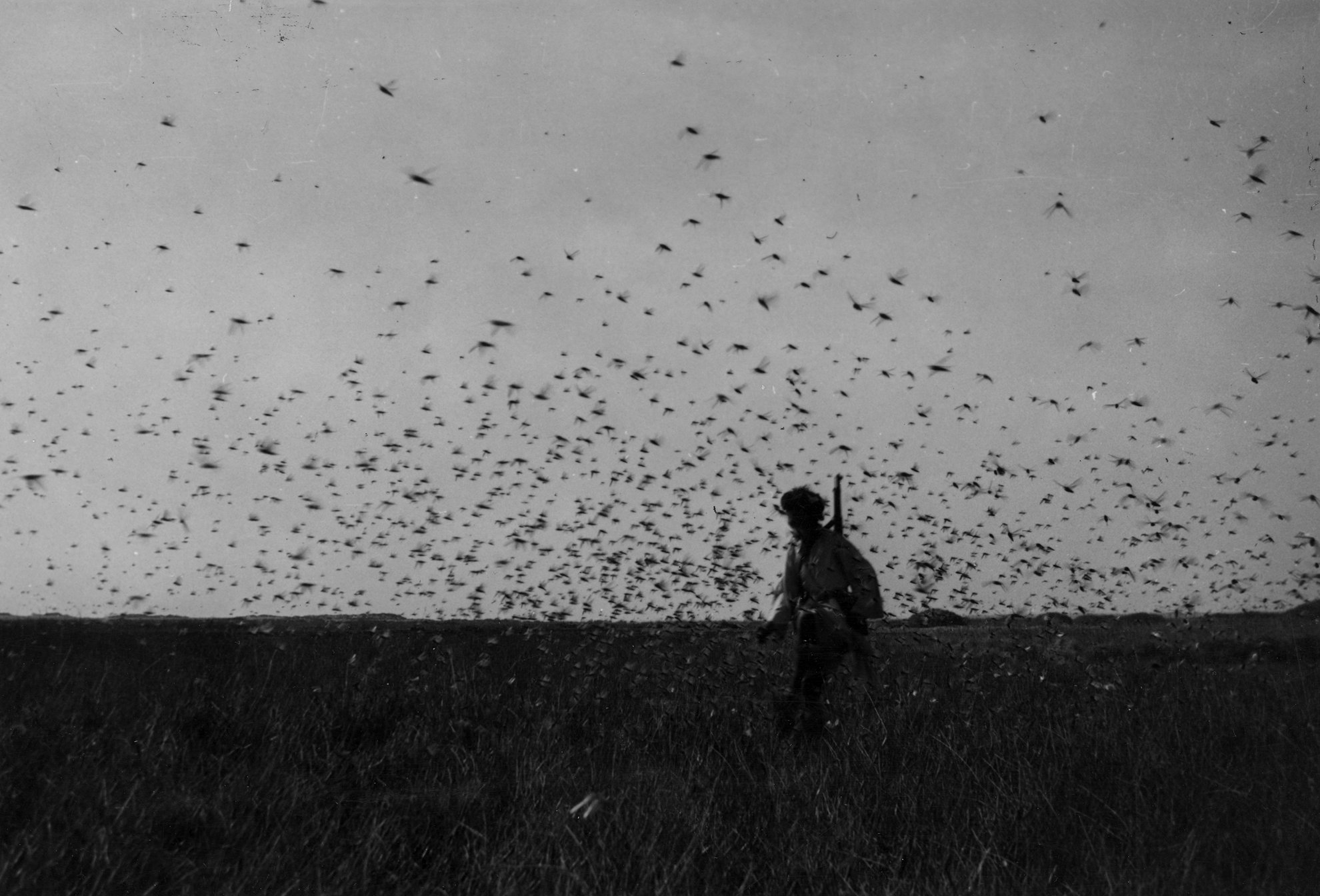
Nube de langostas sobre una formación de juncos marinos en la sebja de Imililik, Sáhara Occidental (abril de 1944).

Durante los periodos de quietud, llamados recesiones, la langosta se confina en un escudo de dieciséis millones de km² que se extiende de Mauritania atraviesa el desierto del Sahara en el África del norte, y luego la península arábiga y la India en el noroeste. Bajo condiciones óptimas ecológicas y climáticas, se producen varias generaciones sucesivas, causando enjambres que se forman invadiendo países a todos los lados del área de recesión, tan al norte como España y Rusia, tan al sur como Nigeria y Kenia, y tan al este como la India y el sudoeste de Asia. Al menos sesenta países pueden verse afectados dentro del área de treinta y dos millones de km², o sea aproximadamente el 20 % de la superficie terrestre.
Vuelan con el viento aproximadamente a esa velocidad. Pueden cubrir de 100 a 200 km por día y llegar hasta cerca de 2000 msnm (no más, ya que es demasiado frío). Aunque una reciente plaga en el valle de Zanskar (a 3500 msnm) donde la langosta del desierto ha estado presente en los pasados tres años, y han podido enjambrarse varias veces, sugiere que se pueden sobreponer a las alturas gélidas.
De todos modos, los enjambres no pueden cruzar altas montañas como el Atlas, el Hindu Kush o los Himalayas. Tampoco se aventuran dentro de las selvas lluviosas de África ni en la Europa central. Sin embargo, los adultos y enjambres regularmente cruzan el mar Rojo entre África y la península arábiga, y eventualmente hay reportes de haber cruzado el océano Atlántico desde África al Caribe en diez días durante la plaga 1987-89. Un único enjambre puede cubrir más de 1200 km² y puede contener entre cuarenta y ochenta millones de individuos por km². La langosta puede vivir entre tres y seis meses, y de una generación a la siguiente se incrementa de diez a dieciséis veces su número.

## Pérdidas de cosechas
Esta langosta consume el equivalente aproximado de su masa corporal cada día (2 g) de vegetación verde: hojas, flores, corteza, tallos, frutos, semillas. Todas las cosechas, y las plantas no cosechables, corren riesgo, incluyendo Cenchrus americanus (mijo perla), arroz, maíz, sorgo, caña de azúcar, cebada, algodón, árboles frutales, palma datilera, verduras, pastos, acacias, pinos, banana. Además, las deposiciones de este insecto son tóxicas, haciendo al resto de lo comido, incomible. 

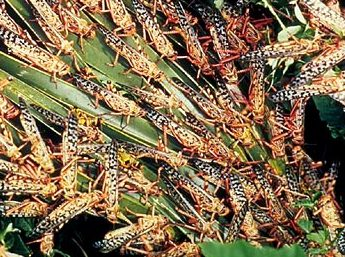
Langostas alimentándose.

Las pérdidas de cosechas se registran en la Biblia y en el Corán; estos insectos han sido documentados como contribuyentes a aumentar la severidad de un número de hambrunas en Etiopía. Durante el siglo XX, esta plaga se produjo en 1926-1934, 1940-1948, 1949-1963, 1967-1969 y 1987-1989. Las significativas pérdidas de cultivos causadas por sus enjambrazones exacerban los problemas de escasez alimentaria, y son una amenaza a la seguridad alimentaria.

## Control
Los avisos tempranos y controles preventivos son la estrategia adoptada por los países afectados por la plaga en África y en Asia, para detenerla antes que desarrolle y se expanda. El Servicio de Información de la Langosta del Desierto de FAO (DLIS) en Roma, monitorea las condiciones meteorológicas, ecológicas y la situación de la langosta diariamente. DLIS recibe resultados de estudios y de operaciones de control llevado a cabo por equipos nacionales de los países afectados y combina esa información con los datos de satélite como MODIS, estima lluvias y temperaturas estacionales haciendo predicciones para prever las situaciones de tiempo, escala y localizaciones de reproducción y de migración con hasta seis semanas o más de anticipación. Toda esta estrategia de pronósticos se publica mensualmente en boletines desde la década de 1970. Ellos son suplementados por avisos y alertas hacia los países afectados y hacia la comunidad internacional. Desde los años 1990 ya estuvieron en el sitio web de "FAOs Locust Watch". La FAO también provee información y entrenamiento a los países afectados, y coordina fondos de agencias donantes en caso de emergencias y de plagas.
La Schistocerca gregaria es una plaga difícil de controlar, y las medidas de control se complican por el gran tamaño de las remotas áreas afectadas (16-30 millones de km²) por la langosta. La infraestructura insuficiente en varios de los países afectados, con sus limitados recursos para el monitoreo y control de plagas, y las incertidumbres políticas dentro y entre los países afectados reducen aún más la capacidad de un país para llevar a cabo eficientemente el imprescindible monitoreo y las subsecuentes actividades de control.
Un método ecológico de control de esta langosta es con sus enemigos naturales, incluyendo a predadores como avispas parásitas y moscas, larvas predadoras, aves, reptiles. El lado negativo es que son fácilmente sobrepasados por la megamagnitud de muchos de los enjambres si sólo fueran la única defensa usada en serias epidemias. Por supuesto, ayudan a los agricultores pobres cuando pueden lograr que cambien de dirección del enjambre. Otro viejo método africano es poner plantas tóxicas o aromáticas cerca del cultivo intentando así protegerlo.
Al presente el método base de controlar las infestaciones consiste en la aplicación de insecticidas organofosforados en dosis de baja concentración mediante vehículos y aplicadores aéreos. El insecticida debe mojar directamente al insecto. Este tipo de control está bajo supervisión de las agencias del gobierno en los países afectados o de organizaciones especializadas como la "Organización de Control de la Langosta del Desierto de África del Este (DLCO-EA).

## Biopesticidas
Los biopesticidas incluyen a hongos, bacterias, extractos de Azadirachta indica (neem) y feromonas. La efectividad de muchos biopesticidas iguala al de los químicos convencionales, pero hay dos diferencias. Los biopesticidas tardan más en matar al insecto, enfermedades o malezas, entre dos y diez días. Más importante, es que hay aproximadamente veinticinco millones de casos anuales de envenenamiento por pesticidas en los países en desarrollo, mientras los biopesticidas usualmente son inofensivos a otras criaturas y al ambiente. 
Hay dos tipos de biopesticidas: bioquímicos y microbiales. Los primeros son similares a los producidos en la naturaleza y no son tóxicos, como las feromonas de insectos usado para señalar a machos; mientras los biopesticidas microbiales como Green Muscle® son bacterias, hongos, algas o virus que están naturalmente o producidos por ingeniería genética. Generalmente suprimen pestes al producir una toxina específica a la plaga o causándole una enfermedad. 
Un producto para control biológico se ha estado desarrollando desde fines de los años 1990, basado en un hongo natural entomopatogénico (i.e. hongo afectante a insectos), Metarhizium anisopliae var. acridum. La especie M. anisopliae está muy distribuida por el mundo infectando a muchos grupos de insectos, e inofensivo a humanos y a otros mamíferos y aves. La variedad acridum se especializa en cortadoras de cuernos cortos, de donde el grupo de las langostas proviene, por lo que se lo elige como ingrediente activo del producto.
El producto está disponible en África bajo el nombre Green Muscle® y en Australia como Green Guard®. Se aplica del mismo modo que con los insecticidas químicos, pero no mata tan rápidamente. A las dosis recomendadas, al hongo puede llevarle dos semanas para matar el 90 % de individuos. Por esta razón, se recomienda su uso principalmente contra saltadoras, los estadios tempranos no alados de la langosta. Se los ubica fundamentalmente en el desierto, lejos de las áreas de cultivo, donde el retraso en su deceso no resulta en daño. La ventaja del producto es que afecta solo a las langostas, siendo mucho más seguro que los insecticidas químicos. Específicamente, permite la libre vida de los enemigos naturales de la plaga, continuando con su trabajo benéfico. Esto incluye a aves, avispas parasitoides y predadoras, moscas parasitoides y ciertas especies de coleópteros. Aunque los enemigos naturales no pueden prevenir plagas, pueden limitar la frecuencia de epidemias y contribuir a su control. Los biopesticidas son también seguros de usar en áreas sensibles ambientalmente, como los parques nacionales o cerca de ríos y otros cuerpos de agua.
El Green Muscle® se desarrolló bajo el Proyecto LUBILOSA iniciado en 1989 en respuesta a daños ambientales debido a los clásicos usos de insecticidas químicos pesados de control de langostas durante la plaga 1987-89. El proyecto enfocó sobre el uso de microorganismos patógenos benéficos causantes de enfermedades sobre las plagas, como agentes de control biológicos. Esos insectos fueron considerados demasiado móviles y de reproducción tan rápida para ser realmente controlados por los vectores clásicos biológicos. Los patógenos tienen la ventaja de que pueden ser producidos en cultivo artificial en grandes cantidades y usarse con los equipos ordinarios de aspersión. Los hongos entomopatogénicos fueron tradicionalmente vistos como necesitados de condiciones húmedas para actuar bien. Sin embargo, el proyecto LUBILOSA encontró una vía para evitar esto asperjando las esporas en aceite. Aún en las condiciones áridas del desierto, el "Green Muscle®" puede usarse para matar langostas. Durante los recientes ensayos en Argelia y en Mauritania (2005 & 2006), varios enemigos naturales, especialmente aves, fueron suficientes para eliminar bandas amenazantes del insecto en apenas una semana, porque la asperjada con esporas los hizo más fácil de capturar.

## Resurgimiento entre 2003-2005

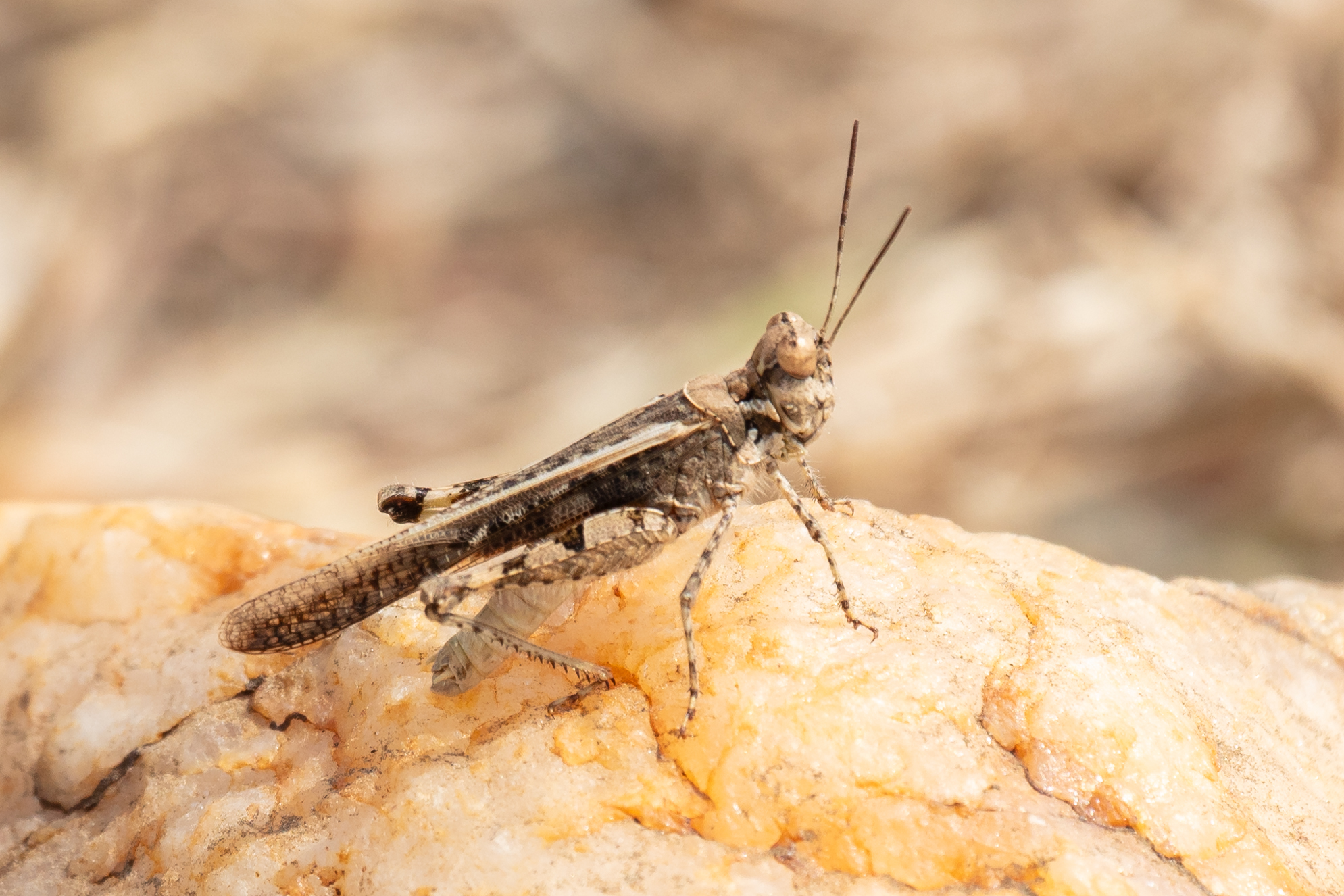
Ejemplar en Sudán del Sur.

De octubre de 2003 a mayo de 2005, en el África occidental se desarrolló la peor epidemia de langosta del desierto en quince años. El surgimiento arrancó con pequeñas epidemias independientes en Mauritania, Mali, Nigeria y Sudán en el otoño de 2003. Con dos días de pesadas e inusuales lluvias que cayeron de Dakar, Senegal a Marruecos en octubre permitió su reproducción acelerada y permanecieron condiciones favorables por los siguientes seis meses logrando la langosta multiplicarse rápidamente. La falta de lluvia y con temperaturas frías en el invierno, sobre el área de multiplicación de África noroccidental a principios de 2005 bajó su desarrollo, permitiendo que las agencias de control nacionales pararan el ciclo. Durante ese resurgimiento, cerca de 130 000 km² fueron tratados tanto por vía terrestre como aérea en más de veinte países. Los costos de lucha contra esta casi epidemia se estimaron por FAO en más de 400 millones de dólares y las pérdidas en cosechas valuadas en 2500 millones, resultando en desastrosos efectos sobre la seguridad alimentaria de África Occidental.
Los países afectados por la epidemia 2004 fueron Argel, Burkina Faso, islas Canarias, Cabo Verde, Chad, Egipto, Etiopía, Gambia, Grecia, Guinea, Guinea Bissau, Israel, Jordania, Líbano, Jamahiriya Árabe Libia, Malí, Mauritania, Marruecos, Nigeria, Arabia Saudita, Senegal, Sudán, Siria y Túnez.

## Resurgimiento en 2020
Desde enero de 2020 y como consecuencia de los cambios en las condiciones climáticas, se ha dado una nueva proliferación de enjambres que están desencadenando una crisis humanitaria en África Oriental, principalmente en Kenia, Etiopía, Somalia y Sudán del Sur. La FAO realizó un llamado internacional para solicitar una financiación urgente con el fin de hacer frente a esta plaga, informando así que la actual es la peor que ha afectado a Etiopía y Somalia en 25 años y la mayor infestación que ha enfrentado Kenia en los últimos 70 años. Se prevé que la seguridad alimentaria de casi 12 millones de personas será afectada de forma directa en los siguientes meses. Así mismo, el Observatorio de la Langosta de la FAO advirtió que su avance dejará afectaciones en Sudán del Sur y Uganda, y que es posible la formación de nuevos enjambres de langostas en Eritrea y Arabia Saudita, continuando su usual expansión por ambos lados del mar Rojo.
En mayo de 2020 los enjambres de langostas llegaron a Paquistán y la India, siendo calificados por la FAO como «la peor plaga en la India desde 1993».

## Otras lecturas
- Abdin, A. Stein & A. van Huis, 2001. Distribución espacial de la langosta del desierto, Schistocerca gregaria, en las planicies de las costas del Mar Rojo de Sudán durante el invierno de 1999.
- Ceccato, P., K. Cressman, A. Giannini, S. Trzaska. 2007. The desert locust upsurge in West Africa (2003-2005): Information on the desert locust early warning system and the prospects for seasonal climate forecasting. Intl J Pest Management 53(1): 7-13.
- Cressman, K. 1996. Current methods of desert locust forecasting at FAO. Bulletin OEPP/EPPO Bulletin 26: 577-585.
- Huis, A. van, 1994. Desert locust control with existing techniques: an evaluation of strategies. Proceedings of the Seminar held in Wageningen, the Netherlands, 6-11 December 1993. 132 pp. ISBN 90-6754-364-0.
- Huis, A. van, 1995. Desert locust plagues. Endeavour, 19(3): 118-124.
- Huis, A. van, 1997. Podemos prevenir la plaga de l alangosta del desierto? En: Nuevas estrategias en su control (Eds.: S. Krall, R. Preveling and D.B. Diallo), pp. 453-459. Birkhäuser Verlag, Basel. 522 pp.
- Huis, A. van, K. Cressman, J. Magor. 2007. Preventing desert locust plagues: optimizing management interventions. Entomologia Experimentalis et Applicata 122: 191-214.
- Symmons, P. & A. van Huis, 1997. Desert Locust Control campaign studies: operations guidebook. Wageningen University. 167 pp. & CD-Rom, 19 floppy disks.
- Werf, W. van der, G. Woldewahid, T. Abate, M. Butrous, O. Abdalla, A.M. Khidir, B. Mustafa, I. Magzoub, O.